# Яков Петкович
Яков Димитров Петкович е български военен лекар, санитарен полковник, участник в Черногорското въстание (1876), Руско-турската война (1877 – 1878) и Сръбско-българската война (1885).

## Биография
Яков Петкович е роден на 23 октомври 1848 година в Свищов. Първоначално учи в родния си град, след което по молба на Българското общество в Букурещ е изпратен на държавна издръжка в Николаевската гимназия в Русия. През 1867 г. се завръща в родния си град, където учителства една година. На следващата година заминава отново в Русия и записва медицина в Московския университет, който завършва през 1875 г. През 1876 година участва в Черногорското въстание като доброволец, като след въстанието е награден с черногорския орден „Княз Данило I“ IV степен.

### Руско-турска война (1877 – 1878)
След въстанието постъпва на служба в Руската армия. Лекар в Главната квартира на Дунавската руска армия и участва в Руско-турската война (1877 – 1878). През войната организира полева болница край Плевен, а по-късно става ординатор на 50-а военна болница в родния си град. По-късно служи в 12-а Опълченска дружина, като се грижи за оказването на медицинска помощ на ранените, както и на пострадалото население от градовете Стара Загора, Ямбол и Свищов. Награден е с руски орден „Свети Станислав“ III степен. От 19 април 1879 г. е на военна служба.

### Сръбско-българска война (1885)
По време на Сръбско-българската война (1885) служи като главен лекар на Северния отряд и член на щаба на отряда. Участва в организирането на мобилизацията на населението във Видинско, създава санитарни пунктове и лазарети в крепостта и гарнизона, както и указва медицинска помощ на защитниците на Видинската крепост. Награден с княжеский орден „Св. Александър“ V степен.
След войната поради връзки с организаторите на детронацията на княз Александър I Батенберг (1886) е уволнен от армията, след което работи като лекар в Омургат, Враца и София. По-късно е възстановен на служба. На 25 февруари 1900 г. се уволнява от армията с чин полковник. През Балканската война (1912 – 1913) е лекар в етапната болница в София. 25 години е преподавател в дивизионните санитарни команди, като издава и редица книги, както с медицинска, така и с военно-историческа насоченост.
Полковник Яков Петкович умира на 20 януари 1914 година в София.
Синът му Димитър Петкович е деец на ВМОРО, загинал на 15 април 1903 година.

## Военни звания
- Подпоручик
- Поручик
- Капитан
- Майор
- Подполковник (1892)
- Полковник (14 февруари 1900)

## Награди
- Княжески орден „Свети Александър“ V степен
- Руски орден „Свети Станислав“ III степен
- Черногорски орден „Княз Данило I“ IV степен